# 梅姓
梅姓是一个中国较为古老的姓氏之一。在《百家姓》中排第145位，按不同统计结果。在当今中国姓氏排行第一百四十七位或一百五十七位的姓氏，约占全国汉族人口的百分之零点零七九。根据不同统计方式，人口约80-105万。梅姓在湖北为相当常见的姓氏，并以华中、华东为中心，向南北递减。在华北和华南，梅姓为较不常见的姓氏，约占比例百分之零点零三左右。

## 堂号
- 汝南堂

## 延伸阅读
- 枚姓

[在维基数据编辑]
 《百家姓》
 《欽定古今圖書集成·明倫彙編·氏族典·梅姓部》，出自陈梦雷《古今圖書集成》